# King of the Mountain (матч)

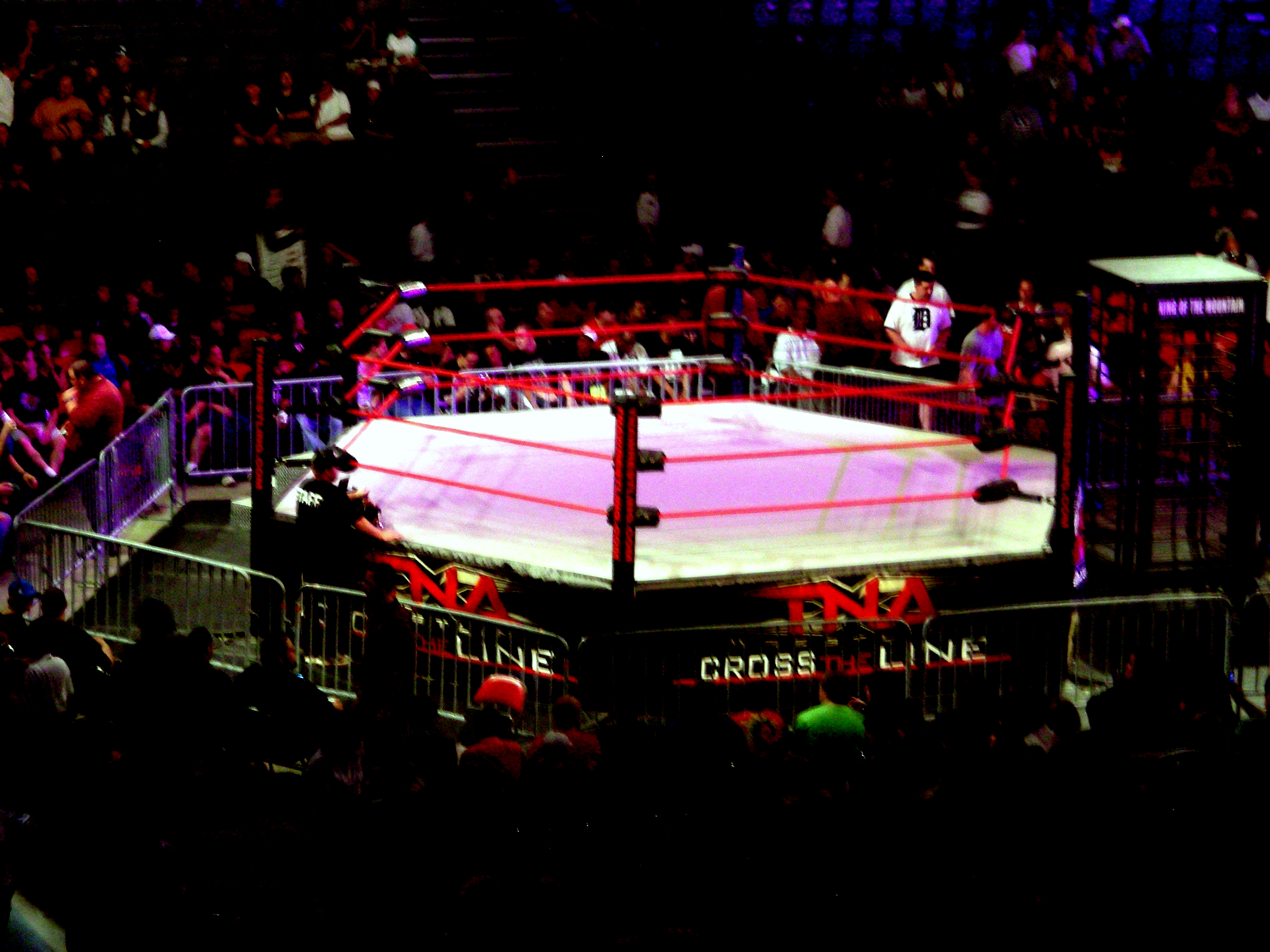
Ринг TNA перед матчем King of the Mountain с клеткой «штрафной бокс» справа.

Матч King of the Mountain (с англ. — «Царь горы»), Queen of the Mountain (с англ. — «Царица горы»), когда в нём участвуют женщины-рестлеры — это матч в рестлинге, который проводится исключительно на Impact Wrestling (ранее — Total Nonstop Action Wrestling).

## Формат
Пять участников матча начинают с «не имеющих права» на победу. Для того чтобы стать «имеющим право», рестлер должен победить соперника удержванием или болевым приёмом. Противник, который сдался или был удержан, вынужден провести две минуты в клетке «штрафной бокс». В клетке может находиться более одного рестлера. Это часто приводит к тому, что рестлеры деруться в клетке или создают какой-либо союз.
Получив «право» на победу, рестлер может выиграть матч, взяв награду матча (обычно чемпионский пояс) и повесив его на крюк, подвешенный над рингом с помощью лестниц, установленных за пределами ринга. Официальное лицо сохраняет пояс и обходит ринг, по возможности оставаясь в стороне от происходящего. Когда борец хочет повесить пояс, он должен забрать его у официального лица. Когда пояс находится в игре, любой другой рестлер, имеющий на это право, может попытаться украсть пояс и повесить его. Если пояс сброшен и никто из рестлеров не пытается его повесить, рефери возвращает пояс официальному лицу.
Фактически это обратный матч с лестницами, поскольку участники пытаются повесить пояс, а не достать его.